# Claudia Wolscht

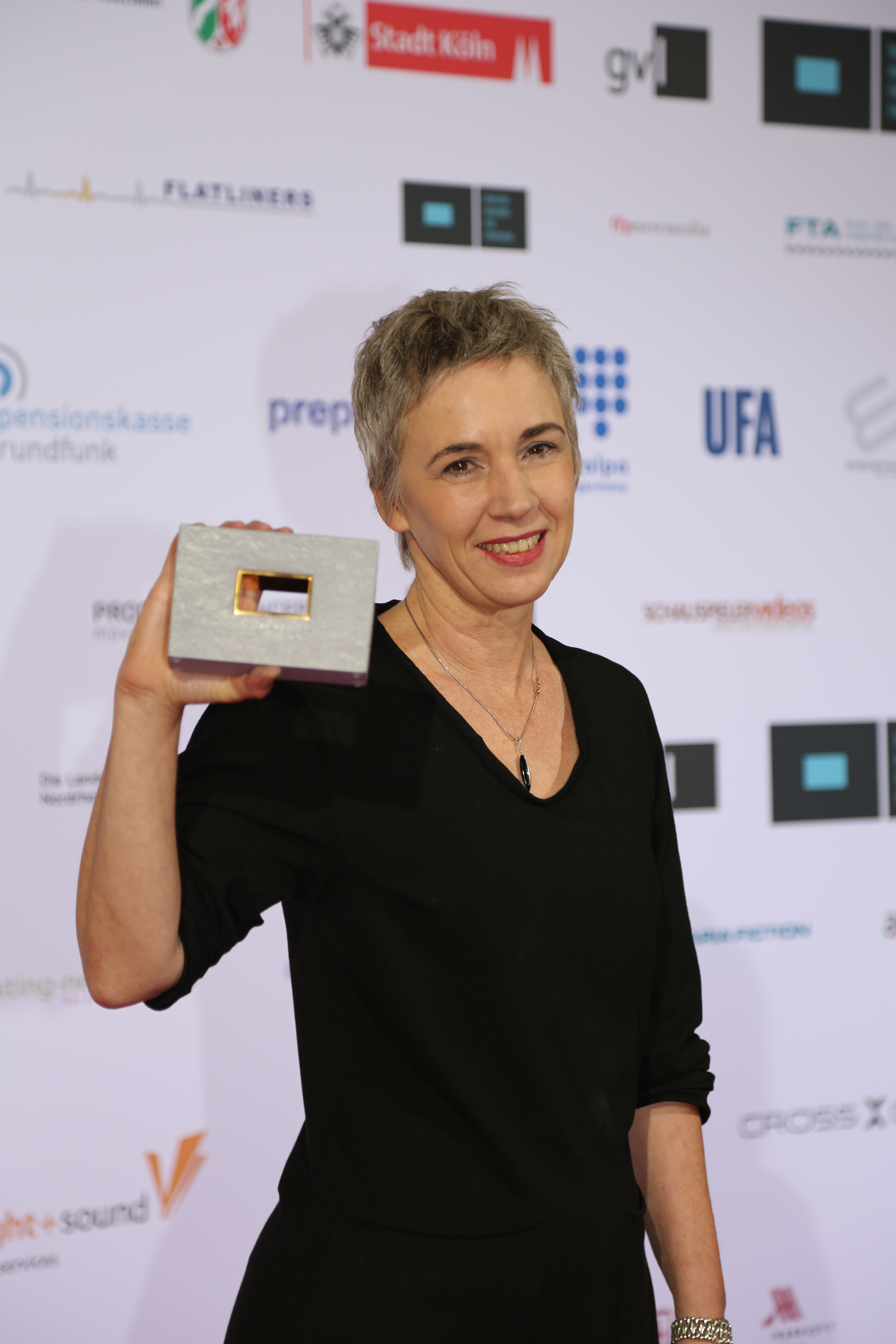
Claudia Wolscht bei der Verleihung der Auszeichnungen der Deutschen Akademie für Fernsehen 2017

Claudia Wolscht (* 13. Dezember 1960 in Bad Honnef) ist eine deutsche Filmeditorin.
Claudia Wolscht studierte Sozialpädagogik und war 1986 an der Gründung des Programmkinos Metropolis in Köln beteiligt. Von 1988 bis 1992 sammelte sie Erfahrung in der Schnittassistenz und machte Avid-Media-Composer-Kurse. Seit 1993 ist sie als Editorin für Film und Fernsehen tätig. Die von ihr geschnittene Serie Im Angesicht des Verbrechens erhielt 2010 den Deutschen Fernsehpreis (Bester Mehrteiler) und 2011 den Grimme-Preis (Fiktion). Bislang war sie bei mehr als 35 Produktionen für den Schnitt verantwortlich.
2017 erhielt sie den Deutschen Fernsehpreis sowie eine Auszeichnung der Deutschen Akademie für Fernsehen in der Kategorie Bester Schnitt für Zielfahnder – Flucht in die Karpaten (ARD/WDR).
Im Jahr 2021 erhielt Wolscht für ihre Arbeit an dem Historiendrama Fabian oder Der Gang vor die Hunde den Deutschen Filmpreis zuerkannt.
Claudia Wolscht lebt und arbeitet in Köln.

## Filmografie (Auswahl)
- 1999: Schnee in der Neujahrsnacht
- 2001: Tatort: Mördergrube (Fernsehreihe)
- 2001: Tatort: Kindstod
- 2002: Tatort: Schützlinge
- 2003: Sex Up – Jungs haben’s auch nicht leicht
- 2003: Bella Block: Tödliche Nähe
- 2003: Mensch Mutter
- 2003: Das siebte Foto
- 2004: Drechslers zweite Chance
- 2006: Wilsberg: Tod auf Rezept (Fernsehserie)
- 2007: Wilsberg: Miss-Wahl
- 2007: Ich leih’ mir eine Familie
- 2007: Das Gelübde
- 2008: Das Wunder von Loch Ness
- 2010: Im Angesicht des Verbrechens (Fernsehserie, 10 Folgen)
- 2011: Fernes Land
- 2011: Das unsichtbare Mädchen
- 2012: Rat mal, wer zur Hochzeit kommt
- 2014: Nichts für Feiglinge
- 2014: Die reichen Leichen. Ein Starnbergkrimi
- 2015: Tatort: Hydra
- 2016: Das beste Stück vom Braten
- 2016: Am Abend aller Tage
- 2016: Zielfahnder – Flucht in die Karpaten
- 2016: Wolfsland: Tief im Wald
- 2016: Hotel Heidelberg: Kramer gegen Kramer
- 2016: Hotel Heidelberg: Kommen und Gehen
- 2016: Hotel Heidelberg: Tag für Tag
- 2018: Hanne
- 2019: Marie Brand und der Reiz der Gewalt
- 2021: Fabian oder Der Gang vor die Hunde
- 2021: Polizeiruf 110: Bis Mitternacht
- 2022: Tatort: Gier und Angst
- 2022: Gesicht der Erinnerung (Fernsehfilm)
- 2022: Alice
- 2023: Jeder schreibt für sich allein
- 2024: Tatort: Am Tag der wandernden Seelen
- 2024: Im Rosengarten